# 聖誕尋伴
《聖誕尋伴》（挪威語：Hjem til jul）是一部Netflix原創挪威浪漫喜劇影集，於2019年12月5日在Netflix上首映。本劇共2季12集。劇情為艾達·艾莉絲·布洛赫（Ida Elise Broch）飾演的喬安（Johanne）急迫地想要帶一個男朋友回家過聖誕夜。聖誕尋伴是Netflix的第一部挪威原創劇集。該劇獲得了大部分的正面評價。

## 劇情

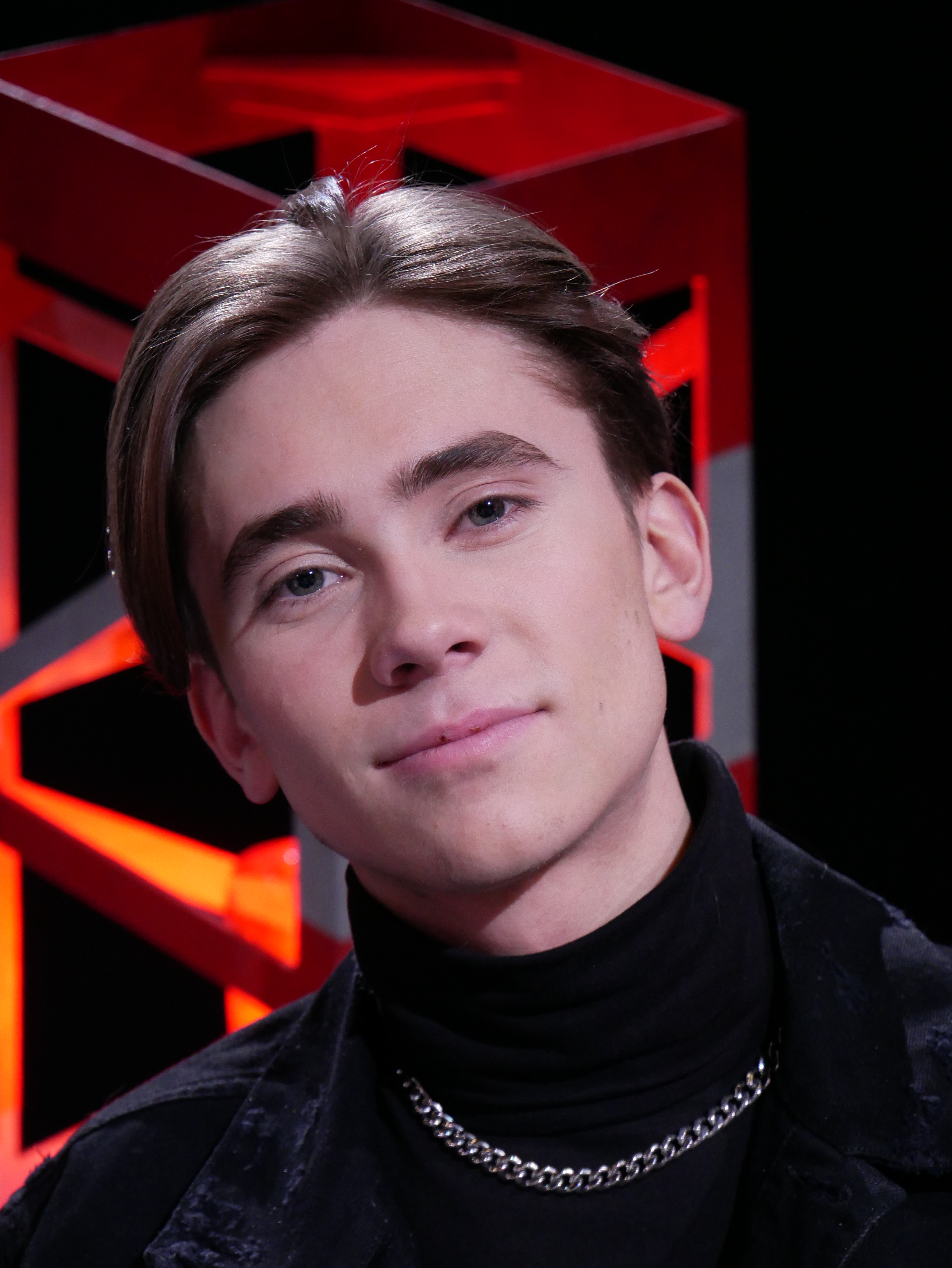
扮演喬納斯（Jonas）的菲利克斯·桑德曼出演另一部Netflix原創劇集《流沙刑》

喬安（布洛赫）是一名30多歲的護士，在挪威的一家醫院工作。在基督降臨節晚餐期間，家人要求她必須要談戀愛，為此她感受到非常大的壓力。她撒謊並告訴家人們說自己有男朋友了，而且男友將會陪她去吃聖誕晚餐。於是喬安嘗試透過快速約會（別稱閃電約會或極速約會)、網絡約會和其他方式尋找男朋友。她透過這些方式與幾個男人約會，包括18歲的喬納斯（菲利克斯·桑德曼飾演），和比較年長的格特埃里克（比約恩·斯卡格斯塔德飾演）。她還與她的一個女同事埃拉有過短暫的性接觸。這一切的嘗試都沒有讓喬安找到男朋友。在第一季的最後一集，同事亨里克醫生告訴她，他愛上了她。在她還沒來得及回應的時候，一場醫療事故打斷了他們的對話。後來，她去父母家吃聖誕晚餐。突然，門鈴響起。第一季的結尾停在了喬安開門時的鏡頭，或許是她的一個追求者。

## 演員和角色

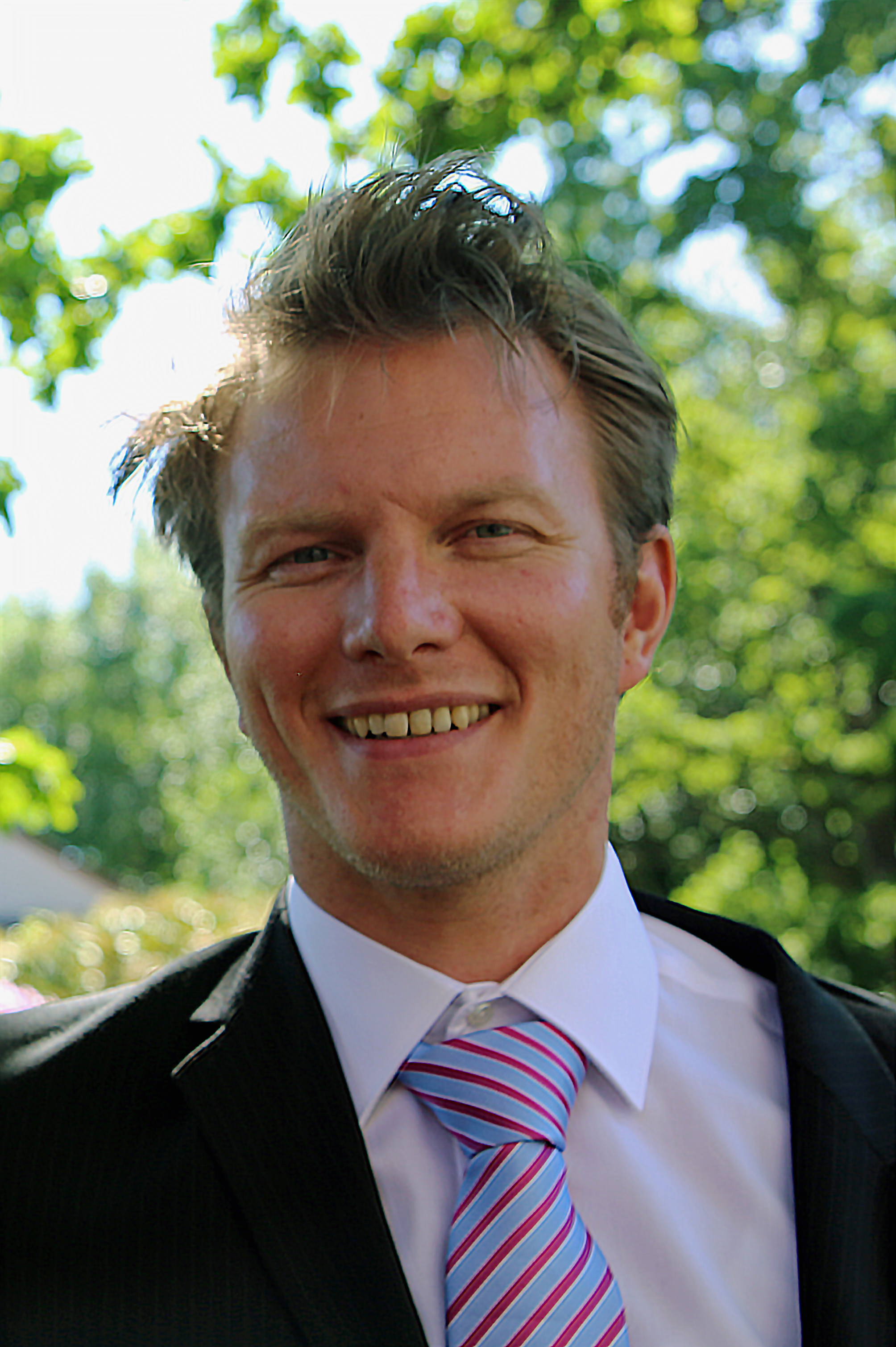
扮演亨里克醫生的奧德吉·圖恩 (Oddgeir Thune)

- 艾達·艾莉絲·布洛赫 飾演 喬安，30歲，職業護士，為主角
- 加布里埃爾·莱索格 飾演 約根，喬安的室友兼挚友
- 丹尼斯·斯托霍伊 飾演 托爾，喬安的父親
- 安妮特·霍夫 飾演 喬莉，喬安的母親
- 吉塔·諾比 飾演 內爾加德夫人，醫院的一位COPD患者

- 黑格·肖恩 飾演 本特，在醫院管理護士
- 比約恩·斯卡格斯塔德 飾演 格特埃里克，是政治家和商人
- 菲力克斯·桑德曼 飾演 喬纳斯，與現年19歲的喬安在網路上認識
- 莉安·瓦爾丹勒 飾演 埃拉，在醫院工作
- 奧德吉·圖恩 飾演 亨里克，醫生

## 發展
該部戲的發想人是兩名廣告學系的學生，阿米爾·沙欣（Amir Shaheen）和克里斯蒂安·安德森(Kristian Andersen)。他們的靈感來自於北歐的知名聖誕日曆，即每年的12月1日至平安夜，每天會播出一集的聖誕情境秀。他們決定不從聖誕系列電影，而是從其他挪威系列片中汲取靈感，如青少年系列片《Skam》。他們向奧斯陸公司提出了這個想法。

## 拍攝
該戲劇在奧斯陸拍攝，而冬天的場景則是在挪威的產銅小鎮勒羅斯所拍攝。出乎意料的溫暖氣候使得劇組只好從勒羅斯機場運來大量的雪，並以此拍攝冬天場景。這部戲劇由奥斯陸公司所製作，由Netflix資助並以原創劇集的名義所發行。

## 大眾迴響
該系列獲得了大部分的好評。世界之路報給予它3/6顆星的評價，把它比作《BJ單身日記》和《愛是您·愛是我》的綜合體，沒有任何意義的故事。但NRK稱它是浪漫愛情小說迷必看的作品，並稱讚它營造出了溫馨的聖誕節氣氛。
美國職業賽車手的利亞·托馬斯（Leah Thomas）說：「這部肥皂系列劇會讓你瞠目結舌，所有的轉折都可以想像得到。除了它的劇情完全是一團亂以外，我挺喜歡這部劇的，因為我不知道我想讓喬安最後和誰在一起。事實上，我甚至不知道我是否希望她最後和任何人在一起，我認為這才是整部劇的重點。」